# АЭС Фанцзяшань
АЭС Фанцзяшань (кит. 方家山核电站) — действующая атомная электростанция на востоке Китая.
Станция расположена на побережье Восточно-Китайского моря в уезде Хайянь городского округа Цзясин провинции Чжэцзян. В непосредственной близости от АЭС Фанцзяшань находится 1-я очередь АЭС Циньшань.
На станции построено два энергоблока с реакторами CPR-1000 (PWR) мощностью 1080 МВт каждый, разработки французской компании Areva.
Стоимость строительства составила 26 млрд юаней (3,8 млрд. $).
«Первый бетон» пошел на первом знергоблоке 26 декабря 2008 года. Энергоблок № 1 введен в эксплуатацию 4 ноября 2014 года, энергоблок № 2 подключен к сети в январе 2015 года.

## Информация об энергоблоках
| Энергоблок   | Тип реакторов | Мощность | Мощность | Начало строительства | Физпуск    | Подключение к сети | Ввод в эксплуатацию | Закрытие |
| Энергоблок   | Тип реакторов | Чистый   | Брутто   | Начало строительства | Физпуск    | Подключение к сети | Ввод в эксплуатацию | Закрытие |
| ------------ | ------------- | -------- | -------- | -------------------- | ---------- | ------------------ | ------------------- | -------- |
| Фанцзяшань-1 | PWR, CPR-1000 | 1012 МВт | 1080 МВт | 26.12.2008           | 21.10.2014 | 04.11.2014         | 15.12.2014          | —        |
| Фанцзяшань-2 | PWR, CPR-1000 | 1012 МВт | 1080 МВт | 17.07.2009           | 25.12.2014 | 12.01.2015         | 12.02.2015          | —        |